# Język malajski balijski
Język malajski balijski lub malajski loloan  (Omong Kampung lub Bahasa Kampung) – mniejszościowy język używany w indonezyjskiej prowincji Bali, wśród tamtejszej społeczności muzułmańskiej . W 2019 r. odnotowano, że posługuje się nim 2500 osób. 
Jego użytkownicy zamieszkują wsie Loloan Timur i Loloan Barat (kabupaten Jembrana) w zachodniej części wyspy Bali. Bywa klasyfikowany jako język kreolski na bazie malajskiego lub jako odmiana (dialekt) tego języka. Rozwinął się jako język kontaktowy, choć ostatecznie przyjął się w roli języka ojczystego. Według tradycji ustnej społeczność Loloan wywodzi się z ludu Bugisów.
Uchodzi za zagrożony wymarciem. Niemniej zaobserwowano, że malajski balijski pozostaje w użyciu w kontaktach domowych i jest przekazywany międzypokoleniowo, pomimo stosunkowo niewielkiej liczby użytkowników. Społeczność Loloan podkreśla swoją tożsamość etniczno-religijną i odrębność historyczną, co sprzyja zachowaniu lokalnego języka. W szerokim użyciu jest też język indonezyjski, który stanowi dominujące źródło zapożyczeń. W malajskim balijskim zaznaczyły się też wpływy leksyki języka balijskiego.
Został opisany w postaci słownika (Kamus Melayu Bali-Indonesia, 1985) . Powstały zalążki piśmiennictwa w tym języku.